# Castillo de Arjonilla
El castillo de Arjonilla, también conocido como el castillo del Trovador Macías, es una fortificación medieval que se encuentra en Arjonilla, provincia de Jaén (Andalucía, España), a unos 345 m s. n. m.. Su elemento más destacado y antiguo, del siglo XIII construido sobre una anterior fortaleza árabe del siglo VIII, es la torre del homenaje. El resto del recinto parece datar del siglo XV y ser obra de la Orden de Calatrava.

## Descripción
El Castillo del Trovador Macías es el edificio medieval más representativo de Arjonilla. Su elemento más antiguo es la torre del homenaje, que inicialmente habría estado aislada. El resto del recinto parece datar del siglo XV y ser obra de la Orden de Calatrava. El recinto es un polígono irregular de 7 lados, del que sólo quedan 3.
De origen almohade, la fortificación de Arjonilla fue conquistada en 1244 por las tropas de Fernando III, pasando poco después a manos de la Orden de Calatrava, que se encargó de su remodelación.
El castillo tuvo siete lados, de los que se conservan tres en relativo buen estado. Estaba defendido por diversas torres, de las que tan sólo subsisten dos, una de planta circular, situada en el ángulo noreste, y otra de planta cuadrada que alberga una puerta en recodo de acceso al castillo, con un arco apuntado de ladrillo y un pasadizo abovedado.
Las excavaciones han revelado otros habitáculos de la fortaleza: almacenes, caballerizas, cocinas, y los restos de la Ermita de Santa Catalina probable capilla del castillo. En el siglo XVI el recinto amurallado se convirtió en necrópolis, parece una práctica habitual de esta época el situar cementerios en las inmediaciones de las ermitas, como en este caso con la ermita de Santa Catalina.
Los lienzos de muralla que hoy se pueden observar, habrían sido construidos en el siglo XIV. Perdida su función defensiva, en el siglo XVII se derribó el muro sur para utilizarlo como patio de la vivienda del marqués de la Merced, y a principios del siglo XX pasó a ser propiedad municipal.
Del conjunto destaca su torre del homenaje, de planta cuadrangular de 6,20 x 5,30 m y uno 17 m de alto. Es bastante probable que el castillo contase con otra torre principal, ya desaparecida.
Sólo se han conservado el torreón y algunos lienzos de muros.

## Historia
Las primeras referencias documentales de esta población datan del año 1282, cuando Sancho IV la entregó al arcediano de Úbeda, don Gonzalo Pérez. La independencia de Arjonilla como señorío duró poco, pues en el año 1331, el mismo arcediano la vendió a la villa de Arjona. En el año 1434, Juan II, por Orden Real obligó a la Orden de Calatrava a morar y a reconstruir el castillo. Sobre las ruinas de la primitiva fortaleza, construida por los árabes en el siglo VIII, se edificó la torre de alquería en el siglo XIII, y el recinto del castillo en entre los siglos XIV-XV. 
En esta época tuvo lugar el episodio de los famosos amores imposibles y desgraciados de Macías y Elvira, que inspiraron obras de Lope de Vega y Larra. Macías, el Enamorado, vivió encarcelado en su torre del homenaje y murió asesinado.
La primera referencia documental del castillo aparece a principios del siglo XV, cuando Juan II (1407-1454) parece obligar a la orden de Calatrava a habitarlo y a reconstruirlo, ya que, como parte integrante del sector sudoeste del Alto Guadalquivir, estaba bajo el control administrativo de esta orden, desde que, en 1246, constituyera la Encomienda de Martos.
Por los libros de visita de la Orden de 1492 y 1495, sabemos que las propiedades evaluadas en especies del haza de la Orden en Arjonilla, en pan por mitad, eran de 5 cahíces.
El sínodo de 1551 nos da la noticia de la existencia, en el interior amurallado del castillo, de la ermita de Santa Catalina, advocación que gozó de gran popularidad en el mundo medieval, en especial en la provincia de Jaén, debido a su vinculación con la conquista de la capital jiennense por Fernando III.
La documentación arqueológica refuerza esta noticia, ya que, en la excavación de urgencia, dirigida por Francisco Nocete en 1988, apareció un cementerio, y sobre él, materiales cerámicos del siglo XVII. Éste ha sido asociado a la ermita, puesto que, en el siglo XVI, los cementerios se situaban, por lo general, junto a las ermitas.
En el siglo XVII fue demolido el muro sur, y el castillo perdió su carácter defensivo para servir como patio de la casa del Marqués de la Merced, con portada principal a la avenida de Andalucía.
Entre las diversas remodelaciones que sufrió el interior, es muy interesante la que se hizo para extraer el aceite de oliva, con un sistema que se articula junto a los restos del antiguo muro sur. El tipo de prensa utilizado es anterior al siglo XVIII, ya que no se documenta en esta zona, uno similar con posterioridad a esta fecha, aunque los vestigios encontrados guardan bastante similitud con los sistemas que aparecen, actualmente, en el norte de África.
A principios del siglo XX fue comprado por el Ayuntamiento junto con la casa del marqués, perdiendo su carácter privado. En 1962 fue edificado en este lugar un colegio de enseñanza primaria y cuya demolición dio lugar a la intervención arqueológica de urgencia.